# Ranulf I
Ranulf I, również Ramnulf, Rannulf, Ranulph (ok. 815–866) – hrabia Poitiers od 835 r. i książę Akwitanii od 852 r., syn Gerarda, hrabiego Owernii, i Hildegardy, córki cesarza Ludwika I Pobożnego.
Niewiele wiadomo o życiu Ranulfa, poza tym, że zmarł w 866 r. w Akwitanii z ran odniesionych w bitwie z wikingami pod Brissarthe. Jego następcą w Poitiers został jego jedyny syn z małżeństwa z Bilichildą z Maine, Ranulf II, który w 887 r. został również księciem Akwitanii, który to tytuł po 866 r. pozostał nieobsadzony.